# Lista dos deputados estaduais da 5.ª legislatura de Santa Catarina (1904–1906)
Lista dos deputados estaduais de Santa Catarina - 5ª legislatura (1904 — 1906).
| Nº | Deputado                            |
| -- | ----------------------------------- |
| 1  | Antônio Pereira da Silva e Oliveira |
| 2  | Luís Cavalcanti de Campos Melo      |
| 3  | Henrique de Almeida Valga           |
| 4  | Manuel Tiago de Castro              |
| 5  | Alexandre Ernesto de Oliveira       |
| 6  | Manuel dos Santos Lostada           |
| 7  | João Luís Ferreira de Melo          |
| 8  | Lúcio Antônio Caldeira              |
| 9  | José Bonifácio da Cunha             |
| 10 | João José Teodoro da Costa          |
| 11 | Joaquim Davi Ferreira Lima          |
| 12 | João Cabral de Melo                 |
| 13 | José Fernandes Martins              |
| 14 | João Pedro de Oliveira Carvalho     |
| 15 | José Maurício dos Santos            |
| 16 | Ernesto Canac                       |
| 17 | Dorval Melquíades de Sousa          |
| 18 | Henrique Rupp                       |
| 19 | Luís Abry                           |
| 20 | Celso Bayma                         |
| 21 | Alvim Schrader                      |
| 22 | Gustavo Lebon Régis                 |